# مقاطعة لويانغ
مقاطعة لويانغ هي إحدى مقاطعات منطقة آنهوي في الصين.